# Râul Sărăcineanca
Râul Sărăcineanca este un curs de apă, afluent al râului Poienari

## Hărți
- Harta județului Prahova